# Michel Bibard
Michel Bibard (Amboise, 30 november 1958) is een voormalig Frans profvoetballer, die speelde als verdediger gedurende zijn carrière. Hij kwam uit voor FC Nantes en Paris Saint-Germain.

## Interlandcarrière
Bibard speelde zes officiële interlands voor de Franse nationale ploeg. Hij maakte zijn debuut voor Les Bleus op 13 oktober 1984 in de WK-kwalificatiewedstrijd tegen Luxemburg, die met 4-0 werd gewonnen door doelpunten van Patrick Battiston, Michel Platini en Yannick Stopyra (2). Kort daarvoor won hij de gouden medaille met Frankrijk bij de Olympische Spelen in Los Angeles, Californië.

## Erelijst

### Club
FC Nantes
- Frans landskampioen

1977, 1980, 1983
- Coupe de France

1979
 Paris SG
- Frans landskampioen

1986

### Nationaal team
- Olympische Spelen

 1984